# Farjevec
Farjevec je potok, ki teče po Ljubljanskem barju. Severno od naselja Črna vas se kot desni pritok izliva v Ljubljanico.